# 塞拉曼纳
塞拉曼纳（義大利語：Serramanna），是意大利撒丁大区南撒丁省的一个市镇。总面积83.9平方公里，人口9326人，人口密度111.2人/平方公里（2009年）。ISTAT代码为106018。